# 딜마
딜마(Dilmah)는 국제적으로 판매되는 스리랑카의 실론티 브랜드이다. 1988년 메릴 J 페르난도에 의해 설립되었다. "딜마"라는 이름은 페르난도의 두 아들 딜한(Dilhan)과 말릭(Malik)의 이름을 합쳐서 만든 것이다. 에스토니아, 영국, 튀르키예, 리투아니아, 말레이시아, 싱가포르, 파키스탄, 폴란드, 러시아, 헝가리, 캐나다, 칠레, 아르헨티나, 포르투갈, 남아프리카 공화국, 오스트레일리아, 인도, 인도네시아, 일본, 미국, 사우디아라비아, 스위스, 중화민국, 뉴질랜드를 비롯 100개국 이상에서 판매된다. 2009년에 딜마는 세계에서 6번째로 큰 차 브랜드로 인식되었다.